# Otto Christian Albrecht Ludwig von Rohr
Otto Christian Albrecht Ludwig von Rohr (* 25. November 1763 auf Trieplatz (Kreis Ruppin); † 27. Februar 1839 in Berlin) war ein preußischer Generalmajor und  Mitglied der General-Ordens-Kommission.

## Leben

### Herkunft
Seine Eltern waren Georg Moritz von Rohr (1713–1793) und dessen zweite Ehefrau Sophie Charlotte Ottilie, geborene von Wahlen-Jürgaß (1738–1769).

### Militärlaufbahn
Er kam am 1. März 1778 als Gefreitenkorporal in das Infanterie-Regiment Nr. 5. Er kämpfte im Bayrischen Erbfolgekrieg und wurde am 16. Juni 1780 Fähnrich, am 22. Juni 1784 Seconde-Lieutenant und am 25. Mai 1792 Premier-Lieutenant. Am 30. Mai 1793 kam er als Adjutant zu Generalleutnant Alexander von Knobelsdorff. Im Ersten Koalitionskrieg kämpfte er in der Schlacht bei Kaiserslautern sowie in den Gefechten bei St.Amand, Valenciennes, Famars und Saarbrücken. Am 17. Januar 1795 wurde er zum Stabshauptmann befördert.
Am 20. August 1799 wurde er als Hauptmann und Kompaniechef in das Grenadierbataillon 5/20 versetzt. Das Bataillon setzte sich aus den Grenadier-Kompanien der Regimenter Nr. 5 und Nr. 20 zusammen. Als im Jahr 1806 der Vierte Koalitionskrieg ausbrach, kämpfte er in der Schlacht bei Auerstedt. Nach dem Frieden von Tilsit erhielt er am 13. Dezember 1807  den Charakter als Major und seine Entlassung. Noch 1809 war er auf Halbsold, erst am 12. Juni 1810 kam er als Major mit Patent vom 21. Mai 1810 zurück. Am 5. Mai 1813 wurde er zum Kommandeur des 6. kurmärkischen Landwehr-Infanterie-Regiments ernannt. Während der Befreiungskriege erhielt er im Gefecht bei Königsborn das Eiserne Kreuz 2. Klasse. Am 8. Dezember 1813 wurde er Oberstleutnant (Patent zum 13. Januar 1814) und am 31. Mai 1815 Oberst (Patent zum 22. Juni 1815). Aber am 16. März 1816 erhielt er seinen Abschied und eine Pension von 800 Talern. Am 11. Oktober 1817 holte man ihn als Mitglied der General-Ordens-Kommission zurück. Am 26. Oktober 1817 bekam er auch noch den Charakter eines Generalmajors und am 26. Januar 1825 auch den Roten Adlerorden III. Klasse. Am 7. November 1825 erhielt er auf eigenen Wunsch seinen Abschied und erhielt 1200 Taler Pension. Er starb am 27. Februar 1839 in Berlin und wurde am 3. März 1839 auf dem Friedhof in Altkünkendorf (Kreis Angermünde) beigesetzt.
In seiner Beurteilung aus dem Jahr 1804 heißt es: „Ist ein geschickter, fleißiger und brauchbarer Kapitän, der seiner Kompagnie bestens versteht und die Aufsicht auf die Stunden der Junkers und Regimentsschule hat, wird ein sehr guter Stabsoffizier werden. auch in der Folge ein guter Kommandeur, da er sich stets applicirt.“

### Familie
Er heiratete am 15. Oktober 1820 in Altkünkendorf Luise Ottilie Karoline von Schmeling (* 4. August 1783; † 18. Februar 1872), Witwe des Karl Friedrich Balthasar von Rohr (* 9. Dezember 1750; † 24. März 1813). Das Paar blieb ohne Nachkommen.